# Одного разу я прокинусь
«Одного разу я прокинусь» (рос. «Однажды я проснусь») — український повнометражний фільм 2009 року режисера Марини Кондратьєвої.

## Про фільм
Якщо наша планета в якомусь певному місці стане кращою — то і вся структура Землі потягнеться до світла. Це літературне трактування математичної формули Оґюстена Луї Коші увійшла як фабула в основу фільму. ОДНОГО РАЗУ Я ПРОКИНУСЬ… — це казка для дорослих, що доводить: якщо у людини є мрія і ця мрія добра, вона обов'язково здійсниться.